# Rust in Peace Live
| Оценки критиков                                        | Оценки критиков |
| Источник                                               | Оценка          |
| ------------------------------------------------------ | --------------- |
| Ultimate Guitar                                        | (9.4/10)        |
| Metal Assault                                          | [ 2 ]           |
| Allmusic                                               | [ 3 ]           |
| One Metal                                              | [ 4 ]           |
| About.com                                              | [ 5 ]           |
| CoS                                                    | [ 6 ]           |
| IMDb                                                   | (9.6/10)        |
| Gears of Rock                                          | (9.6/10)        |
| Blogcritics                                            | [ 9 ]           |
| Aaron Joy’s Roman Midnight Music CD & DVD Reviews Blog | Positive        |

Rust in Peace Live — концертный альбом американской треш-метал-группы Megadeth, посвященный двадцатилетию их четвёртого студийного альбома Rust in Peace 1990 года, издан в 2010 году.

## Об альбоме
Rust in Peace Live первый концертный релиз группы с бас-гитаристом Дэвидом Эллефсоном со времен live-альбома Rude Awakening 2002 года. Rust in Peace Live был выпущен лейблом Shout! Factory 7 сентября 2010 года.

## Список композиций

### Список композиций DVD
1. «Holy Wars... The Punishment Due»
2. «Hangar 18»
3. «Take No Prisoners»
4. «Five Magics»
5. «Poison Was the Cure»
6. «Lucretia»
7. «Tornado of Souls»
8. «Dawn Patrol»
9. «Rust in Peace… Polaris»
10. «Holy Wars» (реприза)
11. «Skin O' My Teeth»
12. «In My Darkest Hour»
13. «She-Wolf»
14. «Trust»
15. «Symphony Of Destruction»
16. «Peace Sells»

### Список композиций CD
Слова и музыка всех песен — Дэйва Мастейна, не считая примечаний.
| №   | Название                                                      | Музыка            | Длительность |
| --- | ------------------------------------------------------------- | ----------------- | ------------ |
| 1.  | «Holy Wars... The Punishment Due»                             |                   | 6:32         |
| 2.  | «Hangar 18»                                                   |                   | 5:14         |
| 3.  | «Take No Prisoners»                                           |                   | 3:26         |
| 4.  | «Five Magics»                                                 |                   | 5:40         |
| 5.  | «Poison Was the Cure»                                         |                   | 2:56         |
| 6.  | «Lucretia» (Музыка: Мастейн, Дэвид Эллефсон)                  | Мастейн, Эллефсон | 3:56         |
| 7.  | «Tornado of Souls» (Текст: Мастейн, Эллефсон Музыка: Мастейн) |                   | 5:19         |
| 8.  | «Dawn Patrol» (Текст: Мастейн, Музыка: Эллефсон)              |                   | 1:51         |
| 9.  | «Rust in Peace... Polaris»                                    |                   | 5:44         |
| 10. | «Holy Wars (реприза)»                                         |                   | 4:15         |

### Бонус-треки
| №   | Название                  | Длительность |
| --- | ------------------------- | ------------ |
| 11. | «Skin O' My Teeth»        | 3:14         |
| 12. | «In My Darkest Hour»      | 6:26         |
| 13. | «She-Wolf»                | 3:38         |
| 14. | «Trust»                   | 5:12         |
| 15. | «Symphony Of Destruction» | 4:07         |
| 16. | «Peace Sells»             | 4:02         |

## Участники группы
- Дэйв Мастейн — гитара, вокал
- Крис Бродерик — гитара, бэк-вокал
- Дэвид Эллефсон — бас-гитара, бэк-вокал
- Шон Дровер — барабаны, перкуссия